# 不停機添加燃料
在核電技術當中，不停機添加燃料是為核反應堆處於臨界狀態時更換燃料的一種技術。這允許反應堆在常規更換燃料時繼續運行、發電，從而改善它的可用性和盈利能力。

## 不停機添加燃料的益處
不停機添加燃料允許核反應堆更換燃料時繼續發電，從而提升它的可用性和經濟效益。這讓它更換燃料的流程可更靈活，每次更換少量燃料元件，而不是在停機時大量更換。
可以進行不停機添加燃料能力，對於需要頻繁更換燃料的反應堆有巨大益處，如生產適用於核武器的鈈期間，在此期間反應堆中的短的照射時間需要低燃耗燃料。相反地，頻繁在堆內重新排列燃料可以平衡它的熱負荷和產生更高的燃耗值，從而減少燃料需求，及隨後的核廢料。
雖然不停機添加燃料通常是可取的，但需要在設計上的讓步，這意味着這通常是不經濟的。包括添加複雜的燃料更換設備，以及對添加燃料的氣體和水冷反應堆加壓的需求。鎂諾克斯反應堆的不停機添加燃料設備不如反應堆系統可靠，事後看來，它的使用被認為是一個錯誤。融鹽反應堆和球床反應堆也需要不停機添加燃料的處理設備來在運行期間替換燃料。

## 不停機添加燃料設計的反應堆
迄今為止，帶有不停機添加燃料能力的反應堆通常採用液態鈉冷卻，氣體冷卻，或通過加壓通道中的水冷卻。水冷反應堆利用加壓容器，如壓水堆，沸水堆與它們的第三代反應堆的衍生類型並不適合不停機添加燃料，因為冷卻劑被減壓以允許壓力容器的拆卸，因此需要主要的反應堆停堆。這通常每18-24個月進行一次。
過去和現時擁有不停機添加燃料能力設計的著名核電站包括：
- CANDU反應堆：以加壓重水冷卻和慢化中子，以天然鈾作為燃料，加拿大設計。1947年運行至今。
- 鎂諾克斯反應堆：以二氧化碳冷卻，石墨慢化中子，以天然鈾作為燃料，英國設計。1954年運行至2015年。
- RBMK反應堆：以沸水冷卻，石墨慢化中子，以濃縮鈾作為燃料，俄羅斯設計。1954年運行至今。(切爾諾貝爾核事故的反應堆類型)
- UNGG（英语：UNGG reactor）反應堆：以二氧化碳冷卻，石墨慢化中子，以天然鈾作為燃料，法國設計。1966年運行至1994年。
- BN-350（英语：BN-350 reactor），BN-600（英语：BN-600 reactor），BN-800（英语：BN-800 reactor）反應堆：鈉冷快中子反應堆，俄羅斯設計。1973年運行至今。
- AGR（進階版氣冷反應堆）：以二氧化碳冷卻，以濃縮鈾作為燃料，英國設計。1976年運行至今。

有許多計劃中的反應堆，包括不停機添加燃料設計，包括球床反應堆，融鹽第四代反應堆。